# Ivo Grbić
Ivo Grbić (ur. 18 stycznia 1996 w Splicie) – chorwacki piłkarz, grający na pozycji bramkarza w tureckim klubie Çaykur Rizespor, do którego jest wypożyczony z Sheffield United oraz w reprezentacji Chorwacji.

## Życiorys
Jest wychowankiem Hajduka Split. W 2014 roku dołączył do kadry jego pierwszego zespołu. W rozgrywkach Prvej hrvatskiej nogometnej ligi zadebiutował 18 kwietnia 2015 w przegranym 1:2 meczu z HNK Rijeka. 13 lipca 2018 został piłkarzem zagrzebskiego NK Lokomotiva. 20 sierpnia 2020 odszedł za 3,5 miliona euro do hiszpańskiego Atlético Madryt. Zadebiutował 19 grudnia 2020 w meczu przeciw Cardassar.